# محرومیت مادرانه

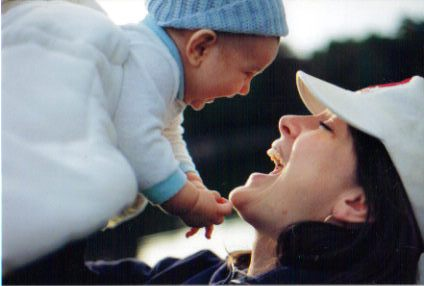
مادر و فرزند

اصطلاح محرومیت از مادر یک اصطلاح علمی است که خلاصه کار اولیه روانپزشک و روانکاوان است .جان بولبی در مورد تأثیرات جدایی نوزادان و خردسالان از مادر (یا جانشین مادر) است گرچه تأثیر از دست دادن مادر بر رشد است. کودک قبلاً توسط فروید و سایر نظریه پردازان مورد توجه قرار گرفته بود. کار بولبی در مورد کودکان بزهکار بود که باعث نوشتن دستور کار سازمان بهداشت جهانی در مورد سلامت روان کودکان بی خانمان در اروپا بشود در حالی که وی رئیس گروه کودکان والدین در کلینیک Tavistock در لندن پس از جنگ جهانی دوم بود. در نتیجه، مونوگراف مراقبت از مادر و بهداشت روانی که در سال ۱۹۵۱ منتشر شد، فرضیه محرومیت مادرانه را بیان می‌کند.
بولبی شواهدی تجربی را که در آن زمان از سراسر اروپا و ایالات متحده از جمله اسپیتز (۱۹۴۶) و گلدفارب (۱۹۴۳، ۱۹۴۵) وجود داشت را در کنار هم قرار داد. نتیجه‌گیری اصلی وی مبنی بر اینکه «کودک خردسال باید با مادر خود (یا مادر جایگزین دائمی) رابطه گرم، صمیمی و مداوم داشته باشد که در آن هم رضایت و لذت را پیدا می‌کند» و اگر هم این رابطه صمیمی موجود نباشد دچار مشکلات روانی می‌شود. عواقب سلامتی، هم بحث‌برانگیز بود و هم تأثیرگذار. این مونوگراف به ۱۴ زبان مختلف منتشر شد و بیش از ۴۰۰۰۰۰ نسخه فقط در نسخه انگلیسی فروخته شد. کار بولبی فراتر از پیشنهادهای اتو رنک و ایان سوتی مبنی بر اینکه مراقبت از مادر برای پیشرفت ضروری است، و بر نتایج احتمالی کودکان محروم از چنین مراقبت متمرکز شده‌است.
انتشار WHO در سال ۱۹۵۱ در ایجاد تغییرات گسترده در شیوه‌ها و شیوع مراقبت‌های پزشکی از نوزادان و کودکان و همچنین در تغییر شیوه‌های مربوط به اقامت کودکان خردسال در بیمارستان‌ها بسیار تأثیر داشت، به طوری که به والدین اجازه مراجعه مکرر و طولانی‌تر داده می‌شد. اگرچه این نگارش در درجه اول مربوط به عزل فرزندان از خانه‌های آنها بود اما از این طریق برای اهداف سیاسی نیز استفاده می‌شد تا زنان را از کار و ترک فرزندانشان در مهدکودک دولت‌های نگران حداکثر کردن اشتغال برای سربازان برگشتی و بازگرداند. این انتشارات همچنین، در میان سایر افراد، روانشناسان و نظریه پردازان یادگیری بسیار بحث‌برانگیز بود و بحث و تحقیقات چشمگیری را در مورد روابط زودهنگام کودکان برانگیخت.
داده‌های تجربی محدود و فقدان نظریه جامع برای پاسخ به نتیجه‌گیری در مراقبت از مادر و بهداشت روانی منجر به تدوین بعدی نظریه دلبستگی توسط بولبی شد. پس از انتشار کتاب مراقبت‌های مادر و سلامت روان بولبی به دنبال درک جدیدی از زمینه‌هایی چون زیست‌شناسی تکاملی، اخلاق، روانشناسی رشد و نمو، تئوری علوم شناختی و سیستم‌های کنترل بود و به آنها ترسیم کرد تا گزاره ابتکاری را ارائه دهند که سازوکارهای اساسی در رابطه با شیرخواران در نتیجه فشار تکاملی. ظهور می‌یابد. باولبی نظریه «کمبود داده‌ و تئوری برای ارتباط دادن علت و معلول ادعا شده» در مراقبت از مادر و سلامت روان در پیوست کار خود منتشر کرد
اگرچه اصول اصلی نظریه محرومیت از مادر - این که تجربیات کودکان از روابط بین فردی برای رشد روانشناختی آنها بسیار مهم است و ایجاد یک رابطه مداوم با کودک به همان اندازه فراهم کردن تجربه‌ها، نظم و انضباط و مراقبت از کودک، به همان اندازه بخشی از فرزندپروری است، به‌طور کلی پذیرفته شده‌است، "محرومیت از مادر" به عنوان یک سندرم گسسته مفهومی نیست که بیشتر در رابطه با محرومیت شدید همانند " عدم شکوفایی " در کاربرد فعلی باشد. در حوزه روابط اولیه، این موضوع عمدتاً توسط نظریه دلبستگی و سایر نظریه‌های مربوط به فعل و انفعالات حتی زودتر از نوزاد و نوزاد متوقف شده‌است. به عنوان یک مفهوم، نواقص والدین به عنوان یک عامل آسیب‌پذیری به جای یک دلیل مستقیم برای مشکلات بعدی، مورد توجه قرار می‌گیرند. در رابطه با مراقبت‌های نهادی، تحقیقات بعدی زیادی در مورد عناصر فردی از محرومیت و کمبودهایی که از مراقبت‌های سازمانی ناشی می‌شود، انجام شده‌است.

## کتابشناسی - فهرست کتب
- Bowlby, J. (1988). A Secure Base: Clinical Applications of Attachment Theory. London: Routledge. ISBN 978-0-415-00640-8.
- Holmes, J. (1993). John Bowlby & Attachment Theory. London: Routledge. ISBN 978-0-415-07730-9.
- Karen, R. (1998). Becoming Attached: First Relationships and How They Shape Our Capacity to Love. Oxford, New York: Oxford University Press. ISBN 978-0-19-511501-7.